# La Franja

Regionen Aragonien med La Franja i mörkgrönt och en ljusare övergångszon i dess västra kant.

La Franja (uttal: /ɫə ˈfɾaɲʒə/, /ɫə ˈfɾaɲdʒə/, /ɫə ˈfɾaɲtʃa; "Remsan" eller "Fransen") är ett katalanskspråkigt område i östra delen av den spanska regionen Aragonien. Området, vars namn är katalanska för "Remsan", ligger längs med Aragoniens gräns till Katalonien. Det kallas även ibland Franja d'Aragó ('Aragonska remsan') eller Franja de Ponent ('Remsan i väster').
I La Franja räknas vanligen in vissa kommuner i följande aragonska comarcor: Ribagorza/Ribagorça, La Litera, Bajo Cinca, Bajo Aragón-Caspe, Bajo Aragón/Baix Aragó och Matarraña/Matarranya. De centrala delarna av La Franja har Lleida på den "katalanska" sidan av regiongränsen som närmaste större stad.
Den smala landremsan har en mycket omväxlande geografi, med allt från berg och dalar i Pyreneerna till slättlandet vid Ebro. La Franja har inte något officiellt politiskt erkännande inom Aragonien, och det utgör inte någon egen historisk enhet; det enda de har gemensamt är att de administreras och historiskt tillhört Aragonien och att de är språkligt katalanska. Termen används mest i det angränsande Katalonien – särskilt inom den katalanska nationalismen – även om den under 2010-talet även börjat förekomma i aragonska sammanhang. Inom aragonsk politik finns en trend som syftar till att negligera La Franjas katalanska identitet, och det aragonska parlamentet har stiftat lagar som medvetet undviker att nämna ordet "katalansk" i relation till Aragonien.

## Begreppets ursprung
Före 1900-talet fanns inget spritt ord för att beskriva Aragoniens östra gränsområde utifrån språkliga kriterier. När den katalanske geografen Pau Vila 1929 namngav området som Marques de Ponent ("De västra markerna"), var det den första gången de katalanskspråkiga områdena i Aragonien fick ett gemensamt namn.
Det här namnet användes under andra halvan av 1900-talet också av katalanska lingvister som Joan Giraldo. Benämningen kom dock att få sällskap av begrepp som Marques d'Aragó (spanska: Marcas de Aragón, "Aragoniens marker"), Catalunya aragonesa (spanska: Cataluña aragonesa, "Aragonska Katalonien") och la ratlla d'Aragó (spanska: la raya de Aragón, "Den aragonska remsan"). 
Oavsett benämning syftar alla på samma område. De myntades i Katalonien men har senare fått spridning även i själva La Franja. De har det gemensamt att de har en katalansk utgångspunkt, som exempelvis La Franja del Ponent (eftersom området ligger väster om Katalonien).
Själva termen Franja de Ponent dök upp första gången i slutet av 1970-talet, under den spanska övergångsperioden till demokrati. Begreppet myntades av en grupp katalanskspråkiga aragonier och katalaner från Katalonien, vilka träffades på lördagskvällarna på Centro Comarcal Leridano i Barcelona.
Vid 1985 års Andra internationella kongressen för det katalanska språket (Segon Congrés Internacional de la Llengua Catalana), använde det centrala Institut d'Estudis Catalans begreppet Franja d'Aragó ("Aragonska remsan") som ett akademiskt och språkligt begrepp. Begreppet Franja de Ponent ("Den västra remsan") brukas huvudsakligen i politiska sammanhang, av grupper med kopplingar till pan-katalansk nationalism.
I Aragonien har man senare myntat alternativa benämningar som Aragón Oriental (katalanska: Aragó Oriental), Franja Oriental eller Franja de Levante (katalanska: Franja de Llevant). De har alla betydelsen Östra Aragonien eller Östra remsan.

## Olika betydelser

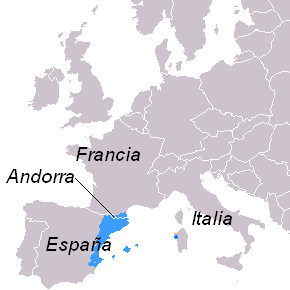
Territoriell utbredning av det katalanska språket, inklusive valencianska.

Medan termen skapades som en beskrivning av ett språkområde, finns också andra möjliga betydelser. Totalt kan man tala om fyra dimensioner:
- Kyrklig indelning
- Språklig indelning
- Politisk indelning
- Socio-ekonomisk indelning

### Den kyrkliga indelningen
Många kristna församlingar av det som idag kallas La Franja har historiskt varit del av Lleidas stift. Detta har också gällt för andra, icke-katalansktalande städer i Aragonien.
1995 informerade dock den romerska katolska kyrkan (genom påvens nuntie i Spanien) om Vatikanens beslut att samordna stiftsgränserna med de politiska gränserna i Spanien. Detta innebar att 111 församlingar och en dåvarande befolkning på 68 089 överfördes från Lleidas stift till ett utökat Barbastros stift, vilket samtidigt bytte namn till Barbastro-Monzóns stift.
Vissa katalanska kyrkoföreträdare ansåg att ovanstående överflyttning var ett resultat av en meningsskiljaktighet hos dessa aragonska församlingar. Det hela rörde en kortlivad debatt om behovet av att skapa ett särskilt katalanskt biskopsmöte, vilket skulle vara skilt från den spanska motsvarigheten. Andra källor hävdar att orsaken var att stiftet i Barbastro (födelsestift för grundaren av Opus Dei, José María Escrivá de Balaguer) hade ett sjunkande befolkningstal och därför behövde inlemma angränsande församlingar från något annat stift för att kunna fortsätta att motivera sin existens.
Överflyttandet av församlingarna – och i synnerhet ägarskapet till en mängd relaterade kyrkliga konstföremål av medeltida ursprung – hade sitt ursprung i en invecklad serie av stämningar. Dessa rättsmål inkluderade båda stiften (Barbastro-Monzón och Lleida), båda de autonoma regionerna (Aragonien och Katalonien) och två sorters legala system (kyrkolagen och civilrätt).
De kyrkliga instanserna beslutade 2005 att de 113 berörda konstföremålen tillhörde Barbastro-Monzóns stift. Lleidas stift meddelade därefter att man accepterade domslutet, men däremot inledde man senare en civilrättslig process i ärendet. Under tiden låg hela processen med ägarskapet på is, medan konstföremålen var kvar på stiftsmuseet i Lleida. Rättssaken är känd som conflicto del patrimonio eclesiástico de la Franja [del Aragón Oriental] ('konflikten om La Franjas [östra Aragoniens] kyrkliga arvsgods'). Och trots att den inleddes som en lokal tvist kom den att bli en angelägenhet på riksplanet, särskilt i ljuset av motsättningarna mellan de politiska krafterna i Aragonien (Spanien) och Katalonien.
1 juli 2008 meddelades att en uppgörelse hade nåtts mellan de två stiften, och man sa återigen att konstföremålen skulle återvända till Barbastro-Monzóns stift. Situationen var fortfarande låst eftersom de katalanska myndigheterna fortfarande vägrade att utfärda utförselpapper. Detta ledde till att Aragoniens regionpresident i februari 2009 väckte åtal mot det hela, något som samtidigt gjorde den lösta men i praktiken frusna civilrättsprocessen inaktuell. Dessutom uppmanade Vatikanen själv till att låta returnera de kyrkliga föremålen till Aragon, en uppmaning som inte gav någon verkan.

### Den språkliga definitionen
Det katalanska språket används av en majoritet av befolkningen i La Franja. De cirka 90 procent katalansktalande i La Franja motsvarar den högsta andelen som talar språket i någon del av de olika katalansktalande områdena. Detta är trots att katalanska inte är ett officiellt språk i Aragonien och att endast har en mycket begränsad plats i skolundervisningen (där den endast finns som ett tillvalsämne), inom den lokala administrationen och i officiella dokument. Detta har resulterat i en låg skriftlig kunskap i språket.
De exakta gränserna för området Franja de Aragón skiljer sig beroende på använd källa, och i vissa kommuner i Ribagorza råder osäkerhet huruvida det lokala språket ska räknas som katalanska eller aragonska. Andelen talare av dessa båda språk varierar även beroende på mängden inflyttade från andra delar av Spanien (andra länder).

#### Enligt utkastet till aragonsk språklag
Under den Cortes de Aragón (Aragoniens parlament) som satt åren 1995–1999 styrde en koalition mellan Partido Popular (PP) och Partido Aragonesa (PAR) i regionen. Parlamentet publicerade en specialrapport omkring språksituationen i området. Denna rapport kom sedan att bilda grund för det utkast till aragonsk språklag som publicerades av nästa upplaga av parlamentet (1999–2003), då en koalition mellan PSOE och PAR satt i koalition. Här detaljerade regionparlamentet för första gången vilka kommuner som var del av den katalanskspråkiga gemenskapen i regionen; målet var att i de aktuella kommunerna erkänna katalanskan som ko-officiellt språk och att uppmuntra bruket av katalanskan i samhällslivet – inte minst inom utbildningen.
Språklagen stadfästes dock inte då, på grund av protester och petitioner som motsatte sig katalanskans ko-officiella status. Dessa protester stöddes huvudsakligen av Federación de Asociaciones Culturales del Aragón Oriental (FACAO), en konservativ organisation som hävdade att de lokala 'språkliga varieteterna' var egna språk och inte katalanska dialekter. Aragoniens olika politiska partier kunde inte heller ena sig i frågan. Andra civila organisationer har med kraft motsagt sig alla katalanska kopplingar till de lokala "tungomålen".
Enligt den utkastet till språklag (eller mer korrekt listan av kommuner som skulle kunna räknas som områden med i första hand sitt eget språk eller 'språkliga varietet', alternativt områden med i huvudsak talare av normaliserad katalanska i Den andra bilagan till den näst sista dispositionen i förarbetet till språklagen) skulle La Franja bestå av:
- 62 kommuner i Aragonien, med en yta av 4 442,8 km² och med 47 236 invånare.

#### Enligt Institut d'Estudis Catalans
Enligt Institut d'Estudis Catalans har området en lite mindre yta. Detta beror på att kommunen Torre la Ribera inte räknas som katalanskspråkig samt att språket i kommunerna Azanuy-Alins, Isábena, Lascuarre och San Esteban de Litera räknas som övergångsdialekter. Det katalanskspråkiga området är enligt denna sammanställning minskad till:
- 57 kommuner med en yta av 4 137,2 km² och en befolkning på 45, 984 personer.

#### Enligt Gran enciclopedia aragonesa
Situationen är omkastad om man använder Gran enciclopedia aragonesa (GEA) som källa. Då har La Franja en yta av 5 370 km² och en befolkning på 70 000. GEA erkänner dock inte existensen av begreppet La Franja utan diskuterar situationen under rubriken "katalanska i Aragonien". Inte heller specificerar man hur många eller vilka kommuner där katalanska talas, eller vilken folkräkning som uppgifterna är baserade på.

#### Enligt GREC:s Gran geografia comarcal
Gran geografia comarcal utgiven av det katalanska förlaget GREC (Grup Enciclopèdia Catalana) klassificerar ytan för La Franja som större än den hos kommittérapporten men inte så stor som enligt GEA. De räknar in alla kommunerna enligt den parlamentariska rapporten, liksom de i Ribagorza (tillhörande Huescaprovinsen). Här ingår därför ytterligare 8 kommuner och 3 tätorter (Güell, Laguarres och Torres del Obispo, vilka ingår i de två kommunerna Graus och Capella).
Totalt inräknas här 70 kommuner och ytterligare 3 tätorter, med en sammanlagd yta av 5 008 km² och 51 194 invånare. Dessa siffror är från år 2004.

#### Jämförande tabell och karta enligt olika källor
| Source                             | Antal kommuner | % av Aragonien | Area (km²) | % av Aragonien | Invånarantal (2006) | % av Aragonien |
| ---------------------------------- | -------------- | -------------- | ---------- | -------------- | ------------------- | -------------- |
| Förarbetet till språklag           | 62             | 8,5            | 4 442,8    | 9,3            | 47 236              | 3,7            |
| Institut d'Estudis Catalans (IEC)  | 57             | 7,8            | 4 137,2    | 8,3            | 45 984              | 3,6            |
| Gran enciclopedia aragonesa (GEA)  | ?              | -              | 5 370,0    | 11,3           | 70 000              | 5,5            |
| Grupo Enciclopedia Catalana (GREC) | 70             | 9,6            | 5 008,0    | 10,5           | 51 294              | 4,0            |
| Hela Aragonien                     | 730            | 100,0          | 47 719,2   | 100,0          | 1 277 471           | 100,0          |

### Politisk innebörd

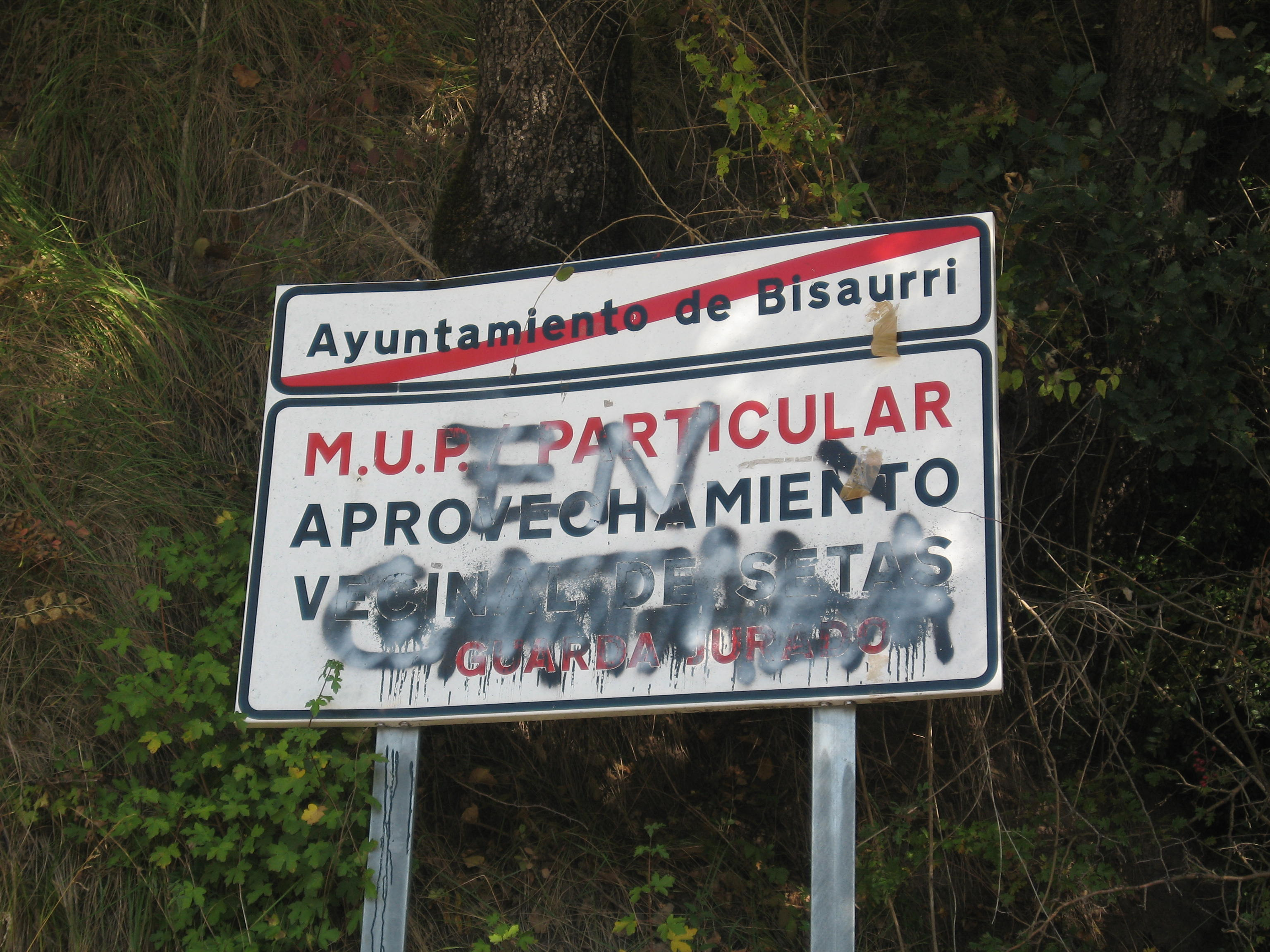
Graffiti på en vägskylt i Bisaurri. Skylttexten är skriven på spanska, och graffitin säger En català ('på katalanska').

Den politiska betydelsen av La Franja går hand i hand med den katalanistiska politiska rörelsen. Denna har alltid sett denna del av Aragonien som en historisk men konstgjort avskiljd del av det katalanska området och som en fundamental del av den pan-katalanska nationen.
Det har aldrig funnits en politisk rörelse i La Franja som strävat efter en politisk union med Katalonien och en samtidig separation från Aragonien. Därför deltar inte katalanistiska partier i vare sig kommunal- eller regionval i Aragonien.

### Socioekonomisk innebörd
Den socioekonomiska betydelsen av La Franja är kopplad till den ekonomiska regionen som omger den katalanska staden Lleida. Staden ligger långt i väster och nära gränsen till Aragonien, och dess ekonomiska omland inkluderar katalansktalande kommuner i provinserna Huesca och Zaragoza. Här ingår även vissa spansktalande kommuner som Alcolea de Cinca, Binéfar och Monzón. Influensområdet runt Lleida syns bland annat i lokalupplagor för tidningar med bas i Lleida, inklusive La Mañana-Franja de Ponent.